# Hans Jürgen Blumenthal
Hans Jürgen Blumenthal, född 23 februari 1907 i Potsdam, avrättad 13 oktober 1944 i Berlin-Plötzensee. Greve, dömd för 20 juli-attentatet mot Adolf Hitler.